# بی‌سواد (فیلم ۱۹۶۲)
بی‌سواد (به هندی: Anpadh) فیلمی محصول سال ۱۹۶۲ و به کارگردانی موهان کومار است. در این فیلم بازیگرانی همچون مالا سینها، بالراج ساهنی، درمندرا، بیندو، آریونا ایرانی ایفای نقش کرده‌اند.